# Абдураимов, Элнур Нургалиевич
Элнур Абдураимов Нургалиевич род. 10 июня 1994, Газалкент, Бостанлыкский район, Ташкентская область, Узбекистан) — узбекистанский боксёр-профессионал  происхождения казахского происхождения выступающий во второй полулёгкой, в лёгкой и в первой полусредней весовых категориях. Выступал за сборную Узбекистана по боксу, участник Олимпийских игр 2020 года, бронзовый призёр чемпионата мира (2015), чемпион Азии (2017), двукратный бронзовый призёр чемпионата Азии (2015, 2021) в любителях.

## Биография
Родился 10 июня 1994 года в Газалкенте, в Бостанлыкском районе, в Ташкентской области, в Узбекистане.

## Любительская карьера
Победитель Чемпионата Азии по боксу, бронзовый призёр в весовой категории до 60 кг среди мужчин по боксу на Чемпионате мира по боксу и на Чемпионате Азии по боксу. Также является победителем и призёром ряда национальных и международных турниров по боксу.
Бронза на чемпионате мира дала боксёру право на участие в Олимпийских играх в Рио-де-Жанейро. Но на единственную олимпийскую лицензию от Узбекистана претендовал ещё один боксёр — чемпион по версии APB Хуршид Таджибаев. В итоге НОК Узбекистана принял решение в пользу Таджибаева.

## Достигнутые результаты
| Год  | Название соревнования                                                | Занятое место |
| ---- | -------------------------------------------------------------------- | ------------- |
| 2009 | VII Международный Турнир «Г. Алиева Кубок-2009», Азербайджан         | 3 место       |
| 2010 | 9-й Международный Турнир памяти ЗТРК М. Хайрутдинова, Казахстан      | 1 место       |
| 2012 | 5-й Международный Турнир памяти МСМК Николая Павлюкова, Россия       | 3 место       |
| 2012 | XIV Международный Турнир на призы братьев Кличко класса «А», Украина | 2 место       |
| 2015 | Чемпионат мира по боксу, Доха                                        | 3 место       |